# 龍門孝幸
龍門 孝幸 （りゅうもん たかゆき、1953年4月16日 - 2024年11月13日）は、埼玉県川口市出身で出羽海部屋に所属していた元大相撲力士。本名は松岡 貴行（まつおか たかゆき）。得意技は右四つ、寄り、吊り。最高位は西十両筆頭（1977年3月場所）。

## 経歴
埼玉県立川口工業高等学校に入学した後、野球部に入部して投手を務めプロ野球選手を目指していたが、夏の高校野球予選まであと2週間に迫った時にその体格を見出した近所の鰻屋の主人から出羽海に連絡があり、訪ねてきた出羽海に勧誘されて3ヶ月で高校を中退し、出羽海部屋に入門した。1969年7月場所で初土俵を踏んだ。入門してから約3年を経て、1972年5月場所で幕下に昇進した。その後しばらくは幕下上位から中位ての相撲が続いていたが、西幕下23枚目で迎えた1975年5月場所は7戦全勝で幕下優勝を果たした。西幕下筆頭に上がった翌7月場所でも5勝2敗の好成績を残し、9月場所で新十両に昇進した。この場所は3勝12敗と大きく負け越し、1場所で幕下に陥落した。
2度の幕下陥落を経験し、3度目の十両昇進となった1976年7月場所で四股名を本名の松岡から龍門に改めた。この場所は10勝5敗と十両で初の勝ち越しを決めた。翌9月場所からは十両上位に定着し、幕内昇進を狙っていたが、西十両3枚目で迎えた同年11月場所は11日目に勝ち越してから全敗して8勝7敗になったり、自己最高位となった西十両筆頭で迎えた1977年3月場所は7勝7敗で迎えた千秋楽の相撲に敗れて7勝8敗と負け越したりするなど、あと一歩のところで幕内昇進を逃すケースが続いた。その後は十両中位から幕下上位で相撲を取っていたが、1981年3月場所から7場所連続で全休し、1982年5月場所ではついに番付外に転落した。関取経験者が番付外に転落するのは昭和以降では史上初であったが、この場所にも出場せず、そのまま5月場所限りで廃業した。廃業後は山形県山形市で相撲料理店「関取」を経営した。

## その他
- 十両上位に長く在位したことで幕内での取り組みも16回経験し、6勝10敗の成績を残した。

## 主な成績
- 通算成績：325勝307敗52休  勝率.514
- 十両成績：126勝159敗  勝率.442
- 現役在位：77場所
- 十両在位：19場所
- 各段優勝
  - 幕下優勝：2回（1975年5月場所、1978年1月場所）

### 場所別成績
| | 一月場所 初場所（東京）   | 三月場所 春場所（大阪） | 五月場所 夏場所（東京） | 七月場所 名古屋場所（愛知） | 九月場所 秋場所（東京）   | 十一月場所 九州場所（福岡） |
| --- | ------------------------- | ----------------------- | ----------------------- | --------------------------- | ------------------------- | --------------------------- |
| 1969年 （昭和44年） | x                         | x                       | x                       | （前相撲）                  | 東序ノ口5枚目 5–2         | 西序二段43枚目 4–3          |
| 1970年 （昭和45年） | 東序二段23枚目 5–2        | 東三段目75枚目 2–5      | 西序二段7枚目 2–5       | 西序二段29枚目 4–3          | 西序二段21枚目 4–3        | 東序二段10枚目 5–2          |
| 1971年 （昭和46年） | 東三段目52枚目 2–5        | 西三段目71枚目 3–4      | 東三段目79枚目 4–3      | 東三段目67枚目 5–2          | 東三段目38枚目 5–2        | 東三段目6枚目 2–5           |
| 1972年 （昭和47年） | 東三段目26枚目 5–2        | 西三段目筆頭 4–3        | 東幕下55枚目 5–2        | 西幕下31枚目 3–4            | 東幕下39枚目 6–1          | 東幕下17枚目 3–4            |
| 1973年 （昭和48年） | 東幕下25枚目 2–5          | 東幕下43枚目 4–3        | 西幕下37枚目 3–4        | 東幕下48枚目 4–3            | 西幕下40枚目 5–2          | 東幕下22枚目 4–3            |
| 1974年 （昭和49年） | 東幕下16枚目 4–3          | 西幕下12枚目 2–5        | 東幕下28枚目 4–3        | 東幕下25枚目 6–1            | 東幕下7枚目 1–3–3         | 東幕下27枚目 3–4            |
| 1975年 （昭和50年） | 西幕下38枚目 6–1          | 東幕下17枚目 3–4        | 西幕下23枚目 優勝 7–0   | 西幕下筆頭 5–2              | 西十両12枚目 3–12         | 西幕下7枚目 5–2             |
| 1976年 （昭和51年） | 東幕下3枚目 5–2           | 東十両13枚目 7–8        | 東幕下筆頭 6–1          | 東十両11枚目 10–5           | 西十両2枚目 7–8           | 西十両3枚目 8–7             |
| 1977年 （昭和52年） | 西十両2枚目 8–7           | 西十両筆頭 7–8          | 西十両2枚目 7–8         | 西十両3枚目 4–11            | 東十両12枚目 6–9          | 東幕下3枚目 4–3             |
| 1978年 （昭和53年） | 東幕下2枚目 優勝 6–1      | 東十両10枚目 8–7        | 東十両9枚目 9–6         | 東十両6枚目 7–8             | 東十両8枚目 5–10          | 東十両12枚目 9–6            |
| 1979年 （昭和54年） | 西十両7枚目 6–9           | 東十両11枚目 8–7        | 東十両8枚目 2–13        | 西幕下4枚目 2–5             | 東幕下16枚目 4–3          | 西幕下12枚目 4–3            |
| 1980年 （昭和55年） | 西幕下8枚目 4–3           | 西幕下5枚目 4–3         | 東幕下4枚目 4–3         | 東幕下2枚目 4–3             | 東幕下筆頭 4–3            | 東十両13枚目 5–10           |
| 1981年 （昭和56年） | 東幕下6枚目 2–5           | 西幕下17枚目 休場 0–0–7 | 東幕下47枚目 休場 0–0–7 | 東三段目19枚目 休場 0–0–7   | 東三段目59枚目 休場 0–0–7 | 東序二段14枚目 休場 0–0–7   |
| 1982年 （昭和57年） | 東序二段70枚目 休場 0–0–7 | 東序ノ口筆頭 休場 0–0–7 | 番付外 引退 –           | x                           | x                         | x                           |
| 各欄の数字は、「勝ち-負け-休場」を示す。 優勝 引退 休場 十両 幕下 三賞：敢=敢闘賞、殊=殊勲賞、技=技能賞 その他：★=金星 番付階級：幕内 - 十両 - 幕下 - 三段目 - 序二段 - 序ノ口 幕内序列：横綱 - 大関 - 関脇 - 小結 - 前頭（「#数字」は各位内の序列） |                           |                         |                         |                             |                           |                             |

## 改名歴
- 松岡 貴行（まつおか たかゆき）1969年7月場所 - 1976年5月場所
- 龍門 貴行（りゅうもん たかゆき）1976年7月場所
- 龍門 孝幸（りゅうもん たかゆき）1976年9月場所 - 1980年9月場所
- 龍門 政克（りゅうもん まさかつ）1980年11月場所 - 1982年5月場所